# Inmigración turca en Argentina
La inmigración turca en Argentina es el movimiento migratorio desde Turquía hacia la República Argentina. La Organización Internacional para las Migraciones (OIM) estima 635 inmigrantes turcos en Argentina hacia el año 2015.

## Historia y características
La comunidad turca es pequeña y desciende principalmente de turcos llegados durante la Gran Inmigración en Argentina de fines del siglo XIX y principios del siglo XX provenientes del entonces Imperio otomano, principalmente durante la Primera Guerra Mundial. Otra segunda ola arribó durante la Segunda Guerra Mundial. Algunos descendientes de tercera generación dominan el idioma turco. La colectividad, que es muy activa, suele verse en la celebración del Día del Inmigrante en Buenos Aires, gracias a una invitación de la Dirección Nacional de Migraciones.
La mayor parte de los inmigrantes llegados desde el entonces Imperio otomano eran árabes (principalmente sirios y libaneses), mientras que otro número eran judíos sefarditas y armenios. Pese a ello a los árabe-argentinos erróneamente se los apoda popularmente como «turcos». Un ejemplo de ello es el apodo del expresidente Carlos Saúl Menem. Esto se debe a que al arribar los inmigrantes eran anotados como «turco-otomanos», apareciendo de la misma forma en los primeros censos argentinos. En 1914, los «turco-otomanos» representaban el 1,9% de la población extranjera, siendo la quinta mayor inmigración.
Al inicio de los años 1900 se desarrolló un barrio «turco-otomano» en la zona de Catalinas Norte del barrio porteño de Retiro, que se extendía por 200 metros sobre la Calle Reconquista. El sector concentraba a la mayor parte de los 8.000 otomanos de Buenos Aires. Muchos de ellos eran comerciantes y tenían su propio periódico y bar.
Unas de las asociaciones culturales turcas es la Fundación de la Amistad Argentino Turca, que ofrece clases del idioma turco y árabe, como así también clases de gastronomía turca y sobre el Islam. Desde 2006, la pequeña colectividad que radica en Buenos Aires, cuenta con el Colegio Hércules (dependiente de la fundación y ubicado sobre la calle Bogotá al 4300, en el barrio porteño de Flores). También existe un restaurante de comida turca en la misma ciudad.
En el sur de la provincia de Entre Ríos, más precisamente en los departamentos Gualeguay y Gualeguaychú, también se encuentra una pequeña comunidad de descendientes de otomanos de etnias turca y albanesa que se asentaron a principios del siglo XX y conservan su idioma y sus tradiciones.